# Горіхівка (рід)
Горіхівка (Nucifraga) — рід трьох видів горобцеподібних птахів родини во́ронових, споріднених із сойками й круками.
Рід Nucifraga був введений французьким зоологом Матюреном Жаком Бріссоном у 1760 році з горіхівкою крапчастою (Nucifraga caryocatactes) як типовим видом. Назва роду є новолатинським перекладом німецького Nussbrecher — «оріхолом».

## Сучасні види
Рід включає три види:
| Зображення | Українська назва       | Наукова назва           | Розподіл                 |
| ---------- | ---------------------- | ----------------------- | ------------------------ |
|            | Горіхівка крапчаста    | Nucifraga caryocatactes | Європа й Азія            |
|            | Горіхівка кашмірська   | Nucifraga multipunctata | Гімалаї                  |
|            | Горіхівка американська | Nucifraga columbiana    | західна Північна Америка |

Найважливішими харчовими ресурсами для цих видів є насіння різних сосен (Pinus sp.), головним чином видів білої сосни (Pinus subgenus Strobus) з холодним кліматом (крайня північ або велика висота) з великим насінням: P. albicaulis, P. armandii, P. cembra, P. flexilis, P. koraiensis, P. parviflora, P. peuce, P. pumila, P. sibirica, P. wallichiana, а також кедрових сосен (Pinus subsect. Cembroides) і Pinus bungeana. У деяких регіонах, де жодна з цих сосен не зустрічається, насіння ялини (Picea sp.) і фундука (Corylus sp.) також є важливою частиною раціону. Їх дзьоби є спеціальними інструментами для вилучення насіння з шишок.
Надлишок насіння завжди зберігається для подальшого використання, і саме цей рід відповідає за відновлення своїх улюблених сосен на великих територіях, спалених під час лісових пожеж або вирубаних людиною. Горіхівка може зберігати до 30 000 кедрових горіхів за один сезон, запам’ятовуючи розташування 70% їхнього запасу, навіть коли він закопаний у сніг. Горіхівка зберігає насіння на відстані до 32 кілометрів від батьківських рослин, приблизно у вісім разів далі, ніж споріднені розсіювачі, такі як сойки та ворони, і, отже, важливі для відновлення лісів і реагування на зміну клімату.
Здобиччю також є різні комахи, зокрема, личинки бджіл і ос, а також пташині яйця і пташенята, а також падло.
Гніздування у цього роду завжди відбувається рано, щоб якнайкраще використати кедрові горіхи, збережені попередньої осені. Гніздо зазвичай будують високо в хвойних деревах. Зазвичай відкладаються 2–4 яйця, які інкубуються протягом 18 днів. Обидві статі вигодовують дитинчат, які зазвичай оперяються приблизно на 23 день і залишаються з батьками протягом багатьох місяців, слідуючи за ними, щоб навчитися техніці зберігання їжі.
Жоден із видів не мігрує, але вони покинуть свої звичайні ареали, якщо неврожай шишок спричинить нестачу їжі.